# Mercati di Treviso
I mercati di Treviso sono diverse attività commerciali dislocate in tutto il territorio comunale di detta città.

## Storia
L'attività mercantile è una delle attività maggiormente diffuse e antiche a Treviso, come testimoniano la forma urbis e gli statuti cittadini medievali tuttora conservati presso la Biblioteca comunale.
Il mercato del pesce si svolse per secoli nella piazza antistante il Monte di Pietà (i magazzini erano collocati, invece, nel sottoportico dei Buranelli, così chiamato in quanto i pescivendoli provenivano spesso dall'isola di Burano) fino a quando, nel 1856, fu spostato nell'isola della Pescheria, costruita su progetto di Francesco Bomben per volere dell'amministrazione asburgica. Nella piazza del Monte di Pietà si tenne in un primo momento il "mercato delle erbe", quindi quello dei funghi.
Fino agli ultimi decenni del XX secolo alcuni antichi mercati erano ancora attivi nelle piazze del centro storico. Diverse piazze mantennero a lungo la denominazione della mercanzia ivi prevalentemente venduta e alcuni di questi toponimi, seppur ufficialmente modificati, rimangono ancora nella memoria popolare: piazza Matteotti continua, ad esempio, ad essere chiamata "piazza del Grano"; altrettanto radicato è il toponimo "Beccherie" per l'attuale piazza Giannino Ancillotto, sede, fino al 1797, del macello cittadino, quindi del mercato della carne. In altri casi l'antico toponimo va scomparendo: in piazza San Vito (già piazza "dei Cunici") si teneva il mercato dei conigli, in piazza Indipendenza (già "delle Erbe") quello della verdura, in piazza Trentin (già "dei Frutti") il mercato della frutta.
Ancora più risalenti sono i toponimi di piazza "delle Biade" e "delle Legne" con cui fu conosciuta l'attuale piazza del Duomo: qui si trovava infatti in epoca medievale, nel luogo oggi occupato dall'ex tribunale, il fondaco delle Biade, poi trasformato in deposito della legna.

### XXI secolo
Sono tuttora attivi il mercato del pesce, che ha luogo tutte le mattine dal martedì al sabato nell'omonimo isolotto sul Cagnan Grando, e il mercato della frutta e della verdura di piazza San Parisio.
In piazza Matteotti e in piazzale Burchiellati si tiene invece il mercato cittadino, la mattina del martedì e del sabato.
Borgo Cavour e le vie limitrofe ospitano ogni quarta domenica del mese il mercatino dell'antiquariato.

## Fiera di San Luca
Di una fiera a Treviso si ha notizia sin dal 905 in un diploma di Berengario I, ma è dal 1181 che si parla esplicitamente di una fiera di San Michele che si svolgeva attorno al 29 settembre. La primitiva intitolazione all'Arcangelo è un riferimento alla vicina Melma (oggi Silea) nel cui territorio ricadeva anche Fiera. Nel 1226 il podestà di Treviso decretò che fosse spostata due settimane più tardi, attorno al 18 ottobre, giorno di San Luca.
Dalla seconda metà dell'Ottocento la fiera di San Luca ha gradualmente perso la sua tradizionale funzione di mercato del bestiame, al quale si sono sostituite giostre e moderne attrazioni.

## Bancarelle
Negli anni Settanta e nei primi anni Ottanta, all'interno o nei pressi della Loggia dei Cavalieri erano presenti un gran banco di libri usati ed antichi gestito dalla famiglia Tarantola, librai ambulanti originari di Pontremoli, e il vicino banco di Tiziano Torzo, il "Nano della Loggia", che vendeva fiori, giocattoli ed antiquariato, "con una indovinata varietà di generi". Tarantola divenne in seguito una normale libreria, poi fallita, mentre la bancarella di giocattoli, spostata in seguito al restauro nell'adiacente piazza Crispi, ha chiuso definitivamente nel 2005.